# Litewsko-Białoruska Socjalistyczna Republika Rad
Litewsko-Białoruska Republika Rad, skrótowo Litbieł – państwo marionetkowe powołane przez bolszewików 27 lutego 1919 roku. Formalnie Republika obejmowała obszar obecnej Litwy, Białorusi i część Polski (Suwalszczyzna, Podlasie), faktycznie jej władza nie sięgała Podlasia i zachodniej części Litwy, stąd jest uznawana za „sztuczny twór” czy też „fikcję”.

## Władze
Siedziba władz znajdowała się w Wilnie, zajętym przez Wojsko Polskie w dniach 19-21 kwietnia 1919. Ostatecznie zlikwidowana przez polską ofensywę w sierpniu 1919 roku. Formalnie zniesiona 1 września przez jej rząd, który wycofał się do Smoleńska.
Sam organ rządowy tworzyli:
- Przewodniczący Komitetu Centralnego Litewsko-Białoruskiej Partii Komunistycznej: Vincas Mickevičius-Kapsukas
- Przewodniczący Centralnego Komitetu Wykonawczego: Kazimierz Cichowski
- Przewodniczący Wileńskiej Rady Delegatów Robotniczych i Żołnierskich: Kazimierz Cichowski
- Przewodniczący Rady Komisarzy Ludowych: Vincas Mickevičius-Kapsukas
- Komisarz ludowy finansów: Kazimierz Cichowski
- Komisarz ludowy komunikacji: Aleksander Jakszewicz
- Komisarz ludowy kontroli państwowej: Stanisław Berson
- Komisarz ludowy oświaty: Julian Leszczyński, Alaksandr Czarwiakou
- Komisarz ludowy pracy: Szimen Dimansztejn
- Komisarz ludowy spraw wewnętrznych: Zigmas Aleksa-Angarietis
- Komisarz ludowy spraw wojskowych: Józef Unszlicht
- Komisarz ludowy spraw zagranicznych: Vincas Mickevičius-Kapsukas
- Komisarz ludowy sprawiedliwości: Mieczysław Kozłowski
- Komisarze ludowi bez teki: Konstantinas Kiernavičius, Pranas Svotelis-Proletaras i Ajzik Wajnsztejn